# Guerra defensiva

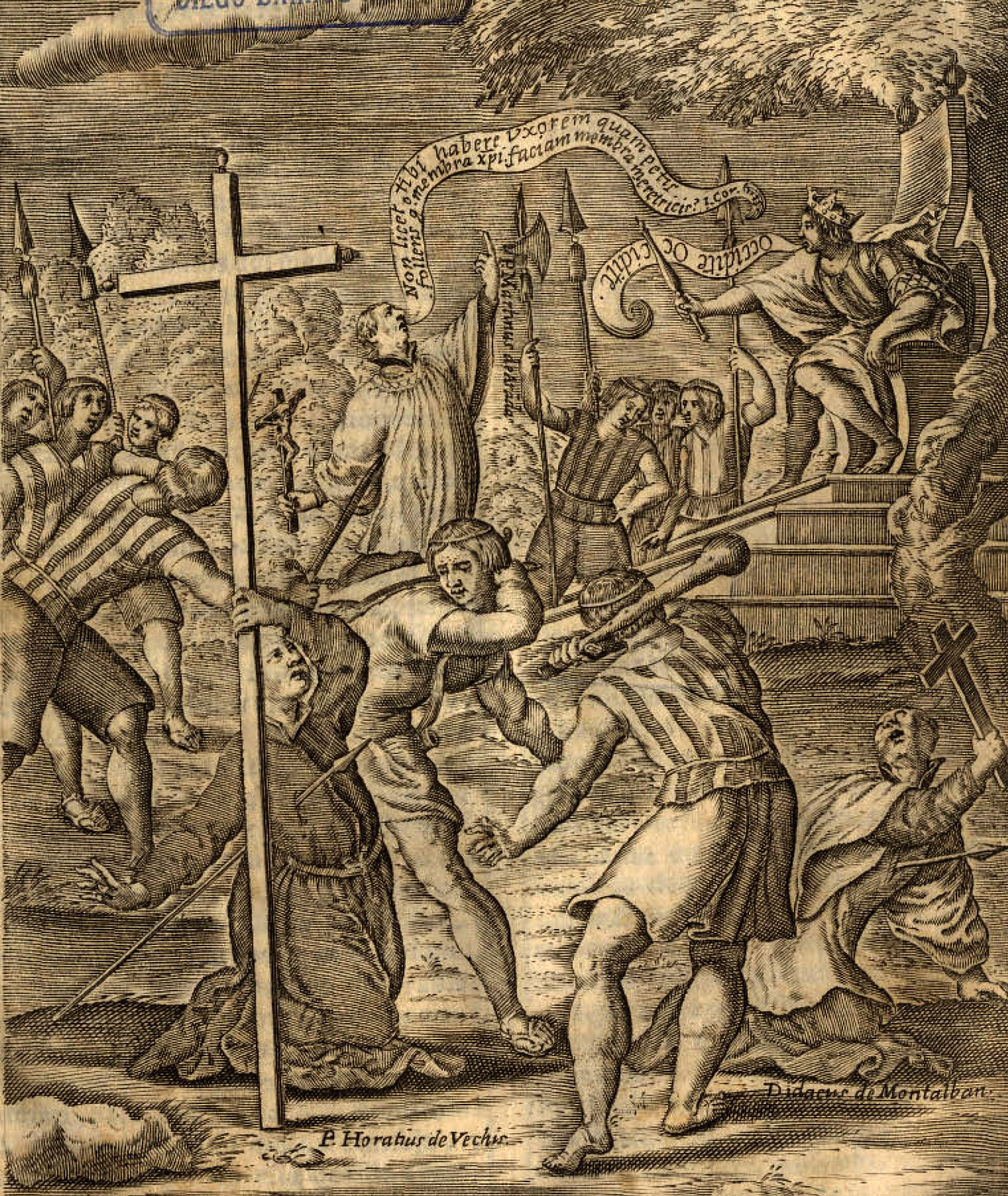
La iglesia como parte del esfuerzo evangelizador

La guerra defensiva fue una estrategia española que intentó ganar la guerra de Arauco, en el Chile del principio del siglo XVII, tras los fracasos militares que alargaban dicha contienda. Fue solicitada por el Padre Luis de Valdivia quien estaba convencido de que el medio más eficaz para concluir con la Guerra de Arauco era la supresión del servicio personal de los indígenas y el término de la guerra ofensiva, lo que debía ir acompañado por un esfuerzo evangelizador de los religiosos. De esta forma, lo que los soldados no podrían se lograría a través de la conversión religiosa voluntaria de los mapuches en cristianos y súbditos del rey de España.
Si bien se habían logrado algunas victorias se comienza a sentir un cansancio de la guerra y peor aún, un recrudecimiento de la resistencia mapuche. En 1598 los mapuches logran una importante victoria en Curalaba y tras una insurrección logran reconquistar su territorio entre el río Biobío y el canal de Chacao. El nuevo gobernador Alonso de Ribera crea una nueva estrategia consistente en fortificar el río Biobío y mantener guarniciones de soldados profesionales pagados con un impuesto llamado Real Situado. Estos fuertes debían ir lentamente avanzando sobre el territorio mapuche consolidando la conquista.

## Guerra defensiva
En 1606 tuvo lugar en Lima, la capital del virreinato, un debate sobre el curso de la Guerra de Arauco. El oidor de la Real Audiencia de Lima, Juan de Villela, en coincidencia con las ideas de Valdivia y del virrey Juan de Mendoza y Luna, propuso un sistema denominado Guerra Defensiva. 
En 1610 las deliberaciones llegaron hasta el Consejo de Indias en España, donde Valdivia, logró convencer al religioso rey Felipe III. Con el plan de Guerra Defensiva aprobado y el cargo de Visitador General de Chile, el sacerdote partió de vuelta a Chile en los primeros meses de 1611. Lo acompañaban otros diez misioneros jesuitas, dispuestos a solucionar el conflicto mapuche por medio de la predica cristiana.
En 1612 en Chile, Alonso de Ribera junto al padre Valdivia convocaron al Parlamento de Paicaví a los principales líderes mapuches (entre ellos Anganamón, Tereulipe y Ainavilú) y les plantearon el nuevo orden, siendo éste el primer intento formal de establecer una tregua entre ambos bandos bajos ciertas condiciones, el cual al parecer fue aceptado, permitiendo frenar tanto los malones indígenas como las malocas españolas, dando inicio a una serie de parlamentos que se prolongaron hasta el siglo XIX, donde cada parte exponía sus condiciones y otorgaba garantías, además de realizar canjes de prisioneros entre ambos bandos.

## Fracaso del sistema
La causa inmediata fue la venganza de Anganamón cuando un soldado español escapó con sus tres esposas hasta el Fuerte de Paicaví y la refriega terminó con la muerte de tres sacerdotes españoles y cinco líderes mapuche que los acompañaban (conocidos como los Mártires de Elicura), en el sector llamado Agua de los Padres en su honor, en la actual comuna de Contulmo; lo cual dio el pretexto a los enemigos del sistema para desahuciar el plan convirtiéndolo en un casus belli. Pero las causas reales fueron varias:
- Los encomenderos seguían necesitando esclavos.
- Los soldados estacionados inactivamente deseaban realizar malocas (expedición armada para capturar indígenas con el fin de esclavizarlos) y negocios con traficantes de esclavos.
- El éxito del plan podría significar terminar con las guarniciones y el aporte económico del real situado, cuando existían importantes intereses creados.
- Tal como las misiones en Paraguay, podría crearse un poder político y económico de la iglesia en la zona.

Se le puso término a la guerra defensiva de manera oficial mediante la Real Cédula de abril de 1625, tras la expresa recomendación de la Junta de Guerra de Indias.